# Skruv, Lessebo kommun
Skruv är en tätort i Ljuders socken i Lessebo kommun i Kronobergs län, belägen 10 km sydost om centralorten Lessebo.
Skruvs järnvägsstation på linjen Alvesta-Kalmar var öppen mellan augusti 1878 och juni 1964.
I Skruv ligger Skrufs glasbruk. I orten fanns tidigare även Banco Bryggeri AB.
Snuset Skruf fick sitt namn efter den forna stavningen av orten där även tillverkningen började.
Idrottsföreningen Skruvs IF har bland annat ett herrlag i fotboll som (2018) spelar i division 6.

## Ortsnamnet
Namnet Skruff är belagt 1541. Det har oklar tolkning, men har satts i samband med den medeltida järnhanteringens smältugn.

## Befolkningsutveckling
| Befolkningsutvecklingen i Skruv 1960–2020 | Befolkningsutvecklingen i Skruv 1960–2020 | Befolkningsutvecklingen i Skruv 1960–2020 | Befolkningsutvecklingen i Skruv 1960–2020 | Befolkningsutvecklingen i Skruv 1960–2020 |
| ----------------------------------------- | ----------------------------------------- | ----------------------------------------- | ----------------------------------------- | ----------------------------------------- |
|                                           |                                           |                                           |                                           |                                           |
| År                                        |                                           |                                           | Folkmängd                                 | Areal (ha)                                |
| 1960                                      | 1960                                      |                                           | 729                                       |                                           |
| 1965                                      | 1965                                      |                                           | 729                                       |                                           |
| 1970                                      | 1970                                      |                                           | 767                                       |                                           |
| 1975                                      | 1975                                      |                                           | 717                                       |                                           |
| 1980                                      | 1980                                      |                                           | 698                                       |                                           |
| 1990                                      | 1990                                      |                                           | 597                                       | 122                                       |
| 1995                                      | 1995                                      |                                           | 563                                       | 125                                       |
| 2000                                      | 2000                                      |                                           | 539                                       | 125                                       |
| 2005                                      | 2005                                      |                                           | 516                                       | 125                                       |
| 2010                                      | 2010                                      |                                           | 490                                       | 125                                       |
| 2015                                      | 2015                                      |                                           | 586                                       | 120                                       |
| 2020                                      | 2020                                      |                                           | 524                                       | 122                                       |
|                                           |                                           |                                           |                                           |                                           |